# Mikko Vuorela
Mikko Vuorela (Lohja, 1967. november 8. –) finn nemzetközi labdarúgó-játékvezető.

## Pályafutása

### Nemzeti játékvezetés
1986-ban lett hazája legfelső szintű labdarúgó-bajnokságának játékvezetője. Mérkőzésvezetéseinek számával hazájában abszolút csúcstartó. Az aktív nemzeti játékvezetéstől 2007-ben vonult vissza. Első ligás mérkőzéseinek száma: 210.

### Nemzetközi játékvezetés
A Finn labdarúgó-szövetség Játékvezető Bizottsága (JB) 1995-ben terjesztette fel nemzetközi játékvezetőnek, a Nemzetközi Labdarúgó-szövetség (FIFA) bíróinak keretébe. Több nemzetek közötti válogatott és klubmérkőzést vezetett. A finn nemzetközi játékvezetők rangsorában, a világbajnokság-Európa-bajnokság sorrendjében többedmagával a 4. helyet foglalja el 6 találkozó szolgálatával. Az aktív nemzetközi játékvezetéstől 2007-ben búcsúzott. Válogatott mérkőzéseinek száma: 14.

#### Világbajnokság
A világbajnoki döntőhöz vezető úton Dél-Koreába és Japánba a XVII., a 2002-es labdarúgó-világbajnokságra a FIFA JB bíróként alkalmazta.
| Időpont             | Helyszín                         | Mérkőzés típusa           | Mérkőzés                  | Eredmény | Nézők száma |
| ------------------- | -------------------------------- | ------------------------- | ------------------------- | -------- | ----------- |
| 2000. szeptember 3. | Svangaskard Stadion, Toftir      | előselejtező (1. csoport) | Feröer-szigetek–Szlovénia | 2 : 2    | 3 200       |
| 2001. szeptember 5. | FK Ozeta Dukla Stadion, Trencsén | előselejtező (4. csoport) | Szlovákia–Moldova         | 4 : 2    | 2 789       |

#### Európa-bajnokság
Az európai-labdarúgó torna döntőjéhez vezető úton Belgiumba és Hollandiába a XI., a 2000-es labdarúgó-Európa-bajnokságra, Portugáliába a XII., a 2004-es labdarúgó-Európa-bajnokságra, valamint Ausztriába és Svájcba a XIII., a 2008-as labdarúgó-Európa-bajnokságra az UEFA JB játékvezetőként foglalkoztatta.

##### 2000-es labdarúgó-Európa-bajnokság
| Időpont           | Helyszín                    | Mérkőzés típusa           | Mérkőzés            | Eredmény | Nézők száma |
| ----------------- | --------------------------- | ------------------------- | ------------------- | -------- | ----------- |
| 1999. március 31. | Lokomotiv Stadion, Moszkva  | előselejtező (4. csoport) | Oroszország–Andorra | 6 : 1    | 10 333      |
| 1999. június 5.   | Laugardalsvöllur, Reykjavik | előselejtező (4. csoport) | Izland–Örményország | 2 : 0    | 5 565       |

##### 2004-es labdarúgó-Európa-bajnokság
| Időpont             | Helyszín                      | Mérkőzés típusa           | Mérkőzés             | Eredmény | Nézők száma |
| ------------------- | ----------------------------- | ------------------------- | -------------------- | -------- | ----------- |
| 2002. szeptember 7. | Köztársasági Stadion, Jereván | előselejtező (6. csoport) | Örményország–Ukrajna | 2 : 2    | 9 000       |

##### 2008-as labdarúgó-Európa-bajnokság
| Időpont           | Helyszín                   | Mérkőzés típusa           | Mérkőzés        | Eredmény | Nézők száma |
| ----------------- | -------------------------- | ------------------------- | --------------- | -------- | ----------- |
| 2007. október 17. | Croke Park Stadion, Dublin | előselejtező (D. csoport) | Írország–Ciprus | 1 : 1    | 54 900      |

#### Skandináv Bajnokság
| Időpont          | Helyszín                 | Mérkőzés típusa | Mérkőzés            | Eredmény | Nézők száma |
| ---------------- | ------------------------ | --------------- | ------------------- | -------- | ----------- |
| 2000. február 4. | Városi Stadion, La Manga | csoportkör      | Norvégia–Svédország | 1 : 1    | 600         |

#### Nemzetközi kupamérkőzések

##### UEFA-bajnokok ligája
| Időpont           | Helyszín                                     | Mérkőzés típusa             | Mérkőzés                         | Eredmény |
| ----------------- | -------------------------------------------- | --------------------------- | -------------------------------- | -------- |
| 1967. október 28. | Volkswagen Stadion, Wolfsburg                | első kör (1. mérkőzés)      | VfL Wolfsburg–Debreceni VSC      | 2 : 0    |
| 2000. november 9. | La Beaujoire-Louis Fonteneau Stadion, Nantes | előselejtező (2. mérkőzés)  | FC Nantes–MTK Budapest FC        | 1 : 0    |
| 2001. július 25.  | Üllői úti Stadion, Budapest                  | második selejtező kör       | Ferencvárosi TC–HNK Hajduk Split | 0 : 0    |
| 2002. október 31. | Üllői úti Stadion, Budapest                  | 32 közé jutás (1. mérkőzés) | Ferencvárosi TC–VfB Stuttgart    | 0 : 0    |

## Sikerei, díjai
Az aktív nemzeti játékvezetői pályafutása végén a Finn Labdarúgó-szövetség, a legmagasabb elismerésbe részesítette, amikor átadta részére, a Martti Elk kitüntető díjat.